# Snowman (Lied)
Snowman (englisch für „Schneemann“) ist ein Lied der australischen Singer-Songwriterin Sia aus dem Jahr 2017. Das Stück ist die zweite Singleauskopplung aus ihrem Weihnachtsalbum Everyday Is Christmas.

## Entstehung und Artwork
Geschrieben wurde das Lied von der Interpretin selbst, zusammen mit dem US-amerikanischen Autor und Produzenten Greg Kurstin. Kurstin zeichnete darüber hinaus auch für das Engineering, die Instrumentierung und Produktion verantwortlich. Für die Instrumentierung spielte der Multiinstrumentalist unter anderem Bass, Keyboard, Piano und Schlagzeug ein. Beim Engineering erhielt er Unterstützung durch Julian Burg, John Hanes und Alex Pasco vom Echo Studio in Los Angeles (USA). Kurstin ist ein langjähriger Weggefährte Sias, mit dem sie seit 2010 regelmäßig zusammenarbeitet. Die Abmischung erfolgte in den MixStar Studios in Virginia Beach (USA), unter der Leitung des kanadisch-rumänischen Toningenieurs Serban Ghenea. Das Mastering führte Chris Gehringer von Sterling Sound in Edgewater (USA) durch.
Auf dem Frontcover der Single ist Maddie Ziegler zu sehen. Es zeigt lediglich ihr Gesicht, mit horizontal zusammengepressten Lippen (eine Art Fischausdruck) und weit geöffneten Augen, mit Blick in die Kamera. Sie trägt einen bunten Ganzkörperanzug, eine grün-rote Perücke mit Locken sowie eine große Schleife auf dem Kopf. Ziegler arbeitete in der Vergangenheit bereits häufig im visuellen Bereich mit Sia zusammen, so spielte sie unter anderem die Hauptrolle im Musikvideo zu Chandelier. Die Fotografie stammt von RJ Shaughnessy und das Artwork von Virgilio Tzaj, während Sia selbst zusammen mit Leigh Poindexter als Art-Direktorin fungierte und das Konzept erarbeitete. Es ist das gleiche Coverbild, das auch auf dem Album Everyday Is Christmas zu sehen ist.

## Veröffentlichung und Promotion
Die Erstveröffentlichung von Snowman erfolgte als Single am 9. November 2017. Sie erschien als digitaler Einzeltrack zum Download und Streaming bei den Musiklabels Atlantic Records und Monkey Puzzle Records. Den Vertrieb übernahm die Warner Music Group, verlegt wurde das Lied von  EMI Music Publishing und Kurstin Music. Am 17. November 2017 erschien das Lied als Teil von Sias Weihnachtsalbum Everyday Is Christmas (Katalognummer: 7567-86597-3), dessen zweite Singleauskopplung es ist. Am 29. Oktober 2021 erschien ein sogenannter „Slowed Down & Snowed in Remix“ als digitale Einzeltrack-Single. Als Teil der Warner-Music-Reihe „Sped Up Nightcore“ erschien am 7. Juli 2022 eine sogenannte „Sped Up Version“ als digitaler Promo-Tonträger. Am 1. November 2023 war Snowman Teil der Mini-Kompilation Gimme Christmas. Als Teil der Spotify-Fans-First-Exclusive-Reihe erschien das Lied am 8. Dezember 2023 als Flexidisc-Single. Sie ist auf 1500 Einheiten limitiert und enthält die beiden Remixe.
Um für das Lied zu werben, trat Sia unter anderem live in der Ellen DeGeneres Show (13. Dezember 2017) und in der Finalshow von The Voice USA (19. Dezember 2017) in den Vereinigten Staaten auf.

## Inhalt
Der Liedtext zu Snowman – deutsch Schneemann – ist in Englisch verfasst. Bei der GEMA ist neben dem Originaltitel auch der Alternativtitel „Snowman Snowed in Slowed Down“ vermerkt. Die Musik und den Text schrieben und komponierten Greg Kurstin und Sia gemeinsam. Musikalisch und stilistisch ist es ein Lied aus dem Bereich der Popmusik. Das Tempo beträgt 105 Schläge pro Minute. Die Tonart ist Des-Dur mit einem Ambitus von f1 bis ges2.
Inhaltlich ist Snowman ein Liebeslied („I want you to know that I’m never leaving“ / „I’ll love you forever where we’ll have some fun“). Als Metapher für die Vergänglichkeit einer Liebesbeziehung wählte Sia einen Schneemann („Snowman“), der bei Wärme zu schmelzen droht. Als Metapher für einen perfekten Wohlfühlort, um zusammen glücklich sein zu können, wählte sie den Nordpol („Yes, let’s hit the North Pole and live happily“).
Aufgebaut ist das Lied auf zwei Strophen und einem Refrain. Es beginnt mit der ersten Strophe, die als Sechszeiler verfasst wurde. An sie schließt sich erstmals der Refrain an, der sich aus acht Zeilen zusammensetzt und nochmals mit dem zweizeiligen Postchorus ausklingt. Der gleiche Aufbau wiederholt sich mit der zweiten Strophe, allerdings endet das Lied zugleich mit dem zweiten Postchorus.

“I want you to know that I’m never leaving.

’Cause I’m Mrs. Snow, ’til death we’ll be freezing.

Yeah, you are my home, my home for all seasons.

So come on, let’s go.

Let’s go below zero and hide from the sun.

I’ll love you forever where we’ll have some fun.

Yes, let’s hit the North Pole and live happily.

Please don’t cry no tears now, it’s Christmas, baby.”

„Ich will, dass du weißt, ich werde niemals gehen.

Denn ich bin Frau Schnee, bis zum Tod werden wir frieren.

Yeah, du bist mein Zuhause, mein Zuhause für alle Jahrеszeiten.

Also komm schon, auf geht’s.

Lass uns kältеr als null Grad werden und uns vor der Sonne verstecken.

Ich werde dich für immer lieben, wo wir Spaß haben werden.

Ja, lass uns zum Nordpol gehen und dort glücklich leben.

Bitte weine jetzt keine Tränen, es ist Weihnachten, Liebling.“

## Musikvideo
Das Musikvideo zu Snowman feierte seine Premiere am 30. Oktober 2020, knapp drei Jahre nach der Singleveröffentlichung, auf der Videoplattform YouTube. Es ist ein Animationsfilm, in dem Sia zwei Schneemänner baut. Um sie vor dem Tauwetter beziehungsweise dem Schmelzen zu bewahren, bringt sie die beiden mithilfe einer Kühlbox an einen kühleren Ort. Die Gesamtlänge des Videos beträgt 2:52 Minuten. Regie führte wie bereits bei verschiedenen früheren Videos von Sia der israelische Filmemacher Lior Molcho. Bis November 2024 zählte das Musikvideo über 301 Millionen Aufrufe auf YouTube.
Am 21. Dezember 2022 erschien auf YouTube ein zweiter Teil zu Snowman. Er zeigt Sia beim Weihnachtsfest mit den beiden Schneemännern. Während der Weihnachtsmann über sie hinwegfliegt, fällt der begleitende Weihnachtself aus dem Schlitten und landet bei Sia und den Schneemännern. Sie versuchen dem Elfen dabei zu helfen, wieder nach Hause zu gelangen, indem sie ihm ein Flugzeug oder einen Zug aus Schnee bauen, was jedoch fehlschlägt. Als der Weihnachtsmann auf seinem Rückweg erneut über sie hinwegfliegt, gelingt es Sia und den Schneemännern, den Elfen mit einem Katapult wieder zurück in den Schlitten zu katapultieren. Die Gesamtlänge des Videos beträgt 2:50 Minuten. Regie führte erneut Molcho. Bis November 2024 zählte dieses Musikvideo über 6,5 Millionen Aufrufe auf YouTube.

## Mitwirkende
| Liedproduktion - Julian Burg: Engineering - Sia Furler: Gesang, Komposition, Liedtext - Chris Gehringer: Mastering - Serban Ghenea: Abmischung - John Hanes: Engineering - Greg Kurstin: Bass, Engineering, Keyboard, Komposition, Liedtext, Piano, Schlagzeug - Alex Pasco: Engineering Unternehmen - A Neon Cat: Filmproduktion (Musikvideo) - Atlantic Records: Musiklabel - Echo Studio: Tonstudio (Engineering) - EMI Music Publishing: Musikverlag - Kurstin Music: Musikverlag - MixStar Studios: Tonstudio (Abmischung) - Monkey Puzzle Records: Musiklabel - Sterling Sound: Tonstudio (Mastering) - Warner Music Group: Vertrieb | Visualisierung (Cover) - Sia Furler: Art-Direktion, Konzeption - Leigh Poindexter: Art-Direktion - RJ Shaughnessy: Fotografie - Virgilio Tzaj: Artwork - Maddie Ziegler: Model Musikvideo - Chen Biton: Filmproduktion - Lior Molcho: Regie - Katie Shipley: Szenenbild - Danit Sigler: Kamera - Damon Wellner: Animation |

## Rezeption

### Rezensionen
Hannah Dailey vom Billboard-Magazin bezeichnete Snowman als modernen saisonalen Klassiker („modern seasonal classic“).
Marvin Tyczkowski von Plattentests.de vergab fünf von zehn Punkten für das Album Everyday Is Christmas und beschrieb Snowman während seiner Rezension als ein süßes, aber nicht zu klebriges Liebeslied an einen schmelzenden Karottennasen-Freund, das dabei auch eine Deutung als nicht unclevere Metapher für die Vergänglichkeit romantischer Beziehungen zulasse.
Markus Brandstetter von laut.de vergab für das Album zwei von möglichen fünf Sternen und beschrieb das Lied in seiner Kritik als rührige Klavierballade.

### Mediale Verwendung
Das Lied gewann im Jahr 2020 an Popularität, als es Teil einer TikTok-Challenge war. Darin versuchten TikTok-Nutzer, einen 40-sekündigen Teil des Liedes in nur einem Atemzug zu singen.

## Kommerzieller Erfolg

### Chartplatzierungen
Snowman stieg in den meisten Ländern erstmals zur Weihnachtsperiode 2020/21 in die Singlecharts ein. In Finnland und Norwegen avancierte es zum Nummer-eins-Hit. Darüber hinaus wurde es ein Top-10-Erfolg in der Schweiz und Österreich (je Rang 4), Frankreich (Rang 5), Deutschland (Rang 6), Schweden (Rang 7) und Belgien-Wallonien (Rang 10).
In Deutschland stieg Snowman erstmals am 18. Dezember 2020 auf Rang 63 ein und erreichte seine beste Platzierung am 15. Dezember 2023 sowie dem 29. Dezember 2023 mit Rang sechs. Das Lied platzierte sich mit Unterbrechungen über 24 Wochen in den Top 100, davon fünf Wochen in den Top 10. Für Sia wurde Snowman zum 23. Charthit als Interpretin in Deutschland. Es ist ihr zehnter Top-10-Hit.
| Periode   | Höchstplatzierung, GesamtwochenChartplatzierungen (Periode, Platzierungen, Wochen) | Höchstplatzierung, GesamtwochenChartplatzierungen (Periode, Platzierungen, Wochen) | Höchstplatzierung, GesamtwochenChartplatzierungen (Periode, Platzierungen, Wochen) | Höchstplatzierung, GesamtwochenChartplatzierungen (Periode, Platzierungen, Wochen) | Höchstplatzierung, GesamtwochenChartplatzierungen (Periode, Platzierungen, Wochen) | Höchstplatzierung, GesamtwochenChartplatzierungen (Periode, Platzierungen, Wochen) |
| Periode   | DE                                                                                 | AT                                                                                 | CH                                                                                 | UK                                                                                 | US                                                                                 | AU                                                                                 |
| --------- | ---------------------------------------------------------------------------------- | ---------------------------------------------------------------------------------- | ---------------------------------------------------------------------------------- | ---------------------------------------------------------------------------------- | ---------------------------------------------------------------------------------- | ---------------------------------------------------------------------------------- |
| 2020/21   | DE20 (4 Wo.)DE                                                                     | AT20 (5 Wo.)AT                                                                     | CH14 (9 Wo.)CH                                                                     | UK78 (2 Wo.)UK                                                                     | —                                                                                  | AU35 (2 Wo.)AU                                                                     |
| 2021/22   | DE15 (6 Wo.)DE                                                                     | AT16 (5 Wo.)AT                                                                     | CH8 (5 Wo.)CH                                                                      | UK35 (5 Wo.)UK                                                                     | —                                                                                  | AU17 (2 Wo.)AU                                                                     |
| 2022/23   | DE17 (6 Wo.)DE                                                                     | AT14 (6 Wo.)AT                                                                     | CH10 (6 Wo.)CH                                                                     | UK28 (5 Wo.)UK                                                                     | —                                                                                  | AU16 (2 Wo.)AU                                                                     |
| 2023/24   | DE6 (7 Wo.)DE                                                                      | AT4 (7 Wo.)AT                                                                      | CH4 (9 Wo.)CH                                                                      | UK27 (6 Wo.)UK                                                                     | —                                                                                  | AU11 (3 Wo.)AU                                                                     |
| 2024/25   | DE10 (7 Wo.)DE                                                                     | AT5 (7 Wo.)AT                                                                      | CH4 (8 Wo.)CH                                                                      | UK18 (6 Wo.)UK                                                                     | US43 (1 Wo.)US                                                                     | AU15 (2 Wo.)AU                                                                     |
| Insgesamt | DE6 (30 Wo.)DE                                                                     | AT4 (30 Wo.)AT                                                                     | CH4 (37 Wo.)CH                                                                     | UK18 (24 Wo.)UK                                                                    | US43 (1 Wo.)US                                                                     | AU11 (11 Wo.)AU                                                                    |

| ChartsJahrescharts (2024) | Platzierung |
| ------------------------- | ----------- |
| Deutschland (GfK)         | 90          |
| Österreich (Ö3)           | 58          |
| Schweiz (IFPI)            | 93          |

### Auszeichnungen für Musikverkäufe
| Land/Region                  | Auszeichnungen für Musikverkäufe (Land/Region, Auszeichnung, Verkäufe) | Verkäufe  |
| ---------------------------- | ---------------------------------------------------------------------- | --------- |
| Dänemark (IFPI)              | Platin                                                                 | 90.000    |
| Deutschland (BVMI)           | Platin                                                                 | 600.000   |
| Frankreich (SNEP)            | Diamant                                                                | 333.333   |
| Italien (FIMI)               | Platin                                                                 | 100.000   |
| Neuseeland (RMNZ)            | Platin                                                                 | 30.000    |
| Polen (ZPAV)                 | 4× Platin · + Gold (Sped-Up)                                           | 225.000   |
| Portugal (AFP)               | Platin                                                                 | 10.000    |
| Spanien (Promusicae)         | Platin                                                                 | 60.000    |
| Vereinigte Staaten (RIAA)    | 2× Platin                                                              | 2.000.000 |
| Vereinigtes Königreich (BPI) | Platin                                                                 | 600.000   |
| Insgesamt                    | 1× Gold · 13× Platin · 1× Diamant ·                                    | 4.048.333 |

Hauptartikel: Sia (Sängerin)/Auszeichnungen für Musikverkäufe

## Coverversionen

### Vanessa Mai
Im Jahr 2024 veröffentlichte die deutsche Pop- und Schlagersängerin Vanessa Mai mit Schneemann eine deutschsprachige Version zu Snowman. Das Lied entstand dabei unter der Produktion des Brüderpaars Chris und Daniel Cronauer sowie von Matthias Zürkler (B-Case). Die Erstveröffentlichung erfolgte als Single am 15. November 2024 bei Warner Music. Diese erschien als digitaler Einzeltrack zum Download und Streaming.
Schneemann basiert auf dem englischsprachigen Original, verfügt jedoch über einen neuen deutschsprachigen Text, der sich inhaltlich vom Original unterscheidet.

### Weitere Coverversionen
- 2022: Loi[34]
- 2023: The Tenors feat. Ekaterina Shelehova (Album: Christmas with The Tenors)[35]